# Канте, Мори
Мо́ри Канте́ (фр. Mory Kanté; 29 марта 1950, Фарана, Гвине — 22 мая 2020, Конакри, Гвинея) — гвинейский исполнитель на коре и певец.
Как пишет музыкальный сайт AllMusic, музыканта считают одним из великих хранителей и модернизаторов традиционной западноафриканской мандинкской музыки.
Родился в городе Кисидугу в Гвинее в 1951 году в семье гриотов (музыкантов, которые не только развлекают, но и выполняют в племени функции историков). В 7 лет его послали в Мали учиться племенным профессиональным знаниям и игре на коре. В 15 лет он переехал в столицу Мали Бамако и там вошёл в состав самой популярной группы Мали — Rail Band. Через семь лет соперничество с лид-вокалистом группы Салифом Кейтой вынудило его уйти и присоединиться к группе The Ambassadors.
В 1977 году он собрал собственную группу из 35 человек — Les Milieus Branches — и начал вносить в свою музыку элементы американского ритм-н-блюза и соула. В 1981 году он записал альбом Courougnegne, который стал популярен не только в Африке, но и в Европе. Через год он переехал в Париж. Там он записал альбом Mory Kanté a Paris, который вышел в 1984 году и сделал его более заметным на международном уровне.
В 1988 году его вдохновлённый музыкой хаус сольный сингл «Yé ké yé ké» стал хитом в Европе (1 места в Нидерландах, Бельгии, Финляндии и Испании, 2 места в Германии и Швейцарии, 5-е во Франции, 10-е в Австрии, 12-е в Швеции и 29-е в Великобритании).

## Дискография
- См. статью «Mory Kanté § Selected discography» в английском разделе.